# Princípio de Tesla
Historicamente, o termo princípio de Tesla foi usado para descrever (entre outras coisas) certos processos reversíveis inventados por Nikola Tesla. No entanto, este termo não é mais de uso convencional. Foi desenvolvido durante a pesquisa de Tesla em correntes alternadas, onde a magnitude e a direção da corrente variavam ciclicamente.
Um processo reversível em engenharia é um processo ou operação dum sistema ou dispositivo de modo que uma corrente reversa em operação realize o inverso da função original. O princípio era que alguns sistemas poderiam ser revertidos e operados de maneira complementar. Durante uma demonstração da turbina de Tesla, os discos giraram e as máquinas presas ao eixo eram operadas pelo motor. Se a operação da turbina fosse revertida, os discos agiriam como uma bomba.